# Cantón de Carpentras-Norte
El cantón de Carpentras-Norte era una división administrativa francesa, que estaba situada en el departamento de Vaucluse y la región de Provenza-Alpes-Costa Azul.

## Composición
El cantón estaba formado por cinco comunas, más una fracción de la comuna que le daba su nombre:
- Aubignan
- Caromb
- Carpentras (fracción)
- Loriol-du-Comtat
- Saint-Hippolyte-le-Graveyron
- Sarrians

## Supresión del cantón de Carpentras-Norte
En aplicación del Decreto nº 2014-249 de 25 de febrero de 2014, el cantón de Carpentras-Norte fue suprimido el 22 de marzo de 2015 y sus 6 comunas pasaron a formar parte; tres del nuevo cantón de Carpentras y tres del nuevo cantón de Monteux.